# Dystrykt Ambato-Boeny
Ambato-Boeny – dystrykt Madagaskaru, wchodzący w skład regionu Boeny. Według spisu z 2018 roku liczy 264,2 tys. mieszkańców. Większe miasta w dystrykcie to Ambato Boeny i Marovoay.